# Лопатино (Вадинский район)
Лопатино — деревня в Вадинском районе Пензенской области России. Входит в состав Большелукинского сельсовета.

## География
Деревня находится в северо-западной части Пензенской области, в пределах восточной окраины Окско-Донской низменности, в лесостепной зоне, на левом берегу реки Вад, на расстоянии примерно 7 километров (по прямой) к западу от села Вадинска, административного центра района.
Климат
Климат характеризуется как умеренно континентальный. Средняя температура воздуха самого холодного месяца (января) составляет −11,5 °C (абсолютный минимум — −44 °С); самого тёплого месяца (июля) — 19,5 °C (абсолютный максимум — 38 °С). Продолжительность безморозного периода составляет 133 дня. Годовое количество атмосферных осадков — 467 мм. Снежный покров держится в среднем 141 день.

## История
Упоминается в 1707 году как владение помещика Льва Михайловича Лопатина. В 1732 году — числилась за помещиками Иваном Малаховым, князем Семёном Тимофеевичем Кащанва, Иваном Романовичем и Иваном Михайловичем Лопатиными. Жители относились к приходу Михайло-Архангельской церкви села Большая Лука.
По состоянию на 1911 год в Лопатине, относившемуся к Ртищевской волости Керенского уезда, имелись: два крестьянских общества и 75 дворов. Население села того периода составляло 460 человек. По данным 1955 года в селе располагалась бригада колхоза «Путь к коммунизму», в 1980-е годы — центральная усадьба этого колхоза.

## Население
| 2010 |
| ---- |
| 164  |

Половой состав
По данным Всероссийской переписи населения 2010 года в гендерной структуре населения мужчины составляли 44,5 %, женщины — соответственно 55,5 %.
Национальный состав
Согласно результатам переписи 2002 года, в национальной структуре населения русские составляли 94 % из 197 чел.

## Инфраструктура
Действуют фельдшерский пункт, магазин и АТС.

## Улицы
Уличная сеть деревни состоит из двух улиц:
- ул. Колхозная
- ул. Садовая